# Тихон Карачевский
Тихон Карачевский (ум. август 1609) — игумен Русской церкви, основатель Карачевского Воскресенского монастыря.
Почитается в Русской православной церкви в лике преподобных.

## Биография
Подвизался близ города Карачева во второй половине XVI — начале XVII века. Им был основан за рекой Снежетью Воскресенский монастырь, называемый Тихоновой пустынью. Время основания обители неизвестно, но известно, что в 1585 году ею управлял уже игумен Захарий.
Преподобный жил на столпе, в небольшой круглой келии, возвышавшейся над вторым этажом деревянного монастырского храма. С этого столпа ему хорошо были видны окрестности, и он ударами в вестовой колокол предупреждал горожан о набегах крымских татар.
Преподобный Тихон значится между святыми г. Карачева и почитается за нового чудотворца. В синодике Воскресенского монастыря 1700 г., вслед за царскими именами, вписан и «род строителя монаха Тихона, начальника обители сея». В «приписке киноварью» к надписи в упомянутом синодике отмечено, что «в 1609 г. Август в день преставися монах Тихон, начальник строитель обители сея». Подготовка к канонизации началась, когда ещё были живы те, кто помнил о подвижничестве Тихона и о его родословной, то есть в середине XVII столетия. Это был период наибольшей активности в развитии региона (окончательный уход поляков, переход ряда земель в Дворцовое ведомство, большие пожертвования из царской казны на восстановление региона, составление синодиков с поминовением царской семьи, строительство храмов и монастырей). На обороте же первого листа синодика «наклеена картинка, изображающая монастырскую церковь, по сторонам которой имеются изображения (во весь рост) преподобного Арсения и Тихона Карачевского, а в верху их лик Господа Иисуса Христа, простирающего к ним Свои божественные длани». Графическая миниатюра на листе синодика была выполнена, вероятно, перед прославлением святого (в конце XVII в., до 1700 г.). Преподобный Тихон был погребён в основанной им обители, в склепе под спудом. Память его чтится местно 16/29 июня, вместе с памятью святителя Тихона Амафунтского. В этот день из Карачевского городского собора и других храмов города в Воскресенский монастырь совершался крестный ход, чтобы почтить память основателя обители, в Карачев приходили Богомольцы из отдаленных мест. После крестного хода в городе устраивалась девятидневная ярмарка.
В 1614—1615 годах Тихонова пустынь была дотла выжжена и разорена польско-литовскими отрядами. В 1625 году обитель возродилась. Архидиакон Павел Алеппский, посетивший монастырь в 1654 году, писал, что храм в честь Воскресения Словущего в то время был из кедрового дерева, с высокой колокольней и галереей.
В 1697 году на средства царевны Татьяны Михайловны вместо обветшавшего деревянного храма был построен двухэтажный каменный. Верхний ярус — в честь Воскресения Словущего, нижний — в честь Смоленской иконы Божией Матери с приделом святителя Тихона Амафунтского. В этом приделе находился склеп с гробницей над местом погребения преподобного Тихона.
В 1760-х годах вместо придела нижнего яруса был сооружен каменный притвор. В склепе хранилась икона святого в полный рост. Обитель неоднократно разорялась, а в 1764 году была упразднена.
В годы оккупации, во время Великой Отечественной войны, в Воскресенском храме совершалось богослужение. После освобождения Карачева советскими войсками храм был закрыт. В 1970-е годы он находился в полуразрушенном состоянии. В храме был устроен склад селитры.
В начале 1990-х годов храм был отреставрирован. Приходское богослужение в нём возобновилось с 1998 года. По-прежнему здесь почитается память преподобного Тихона, вновь написана его икона — вместо древней, утраченной в годы войны.
В 2004 году Тихонова Пустынь была восстановлена как Воскресенский Карачевский мужской монастырь.
Мощи преподобного Тихона Карачевского находятся правом приделе Воскресенской церкви монастыря в одном из трёх захоронений предела.
(память 16/29 июня, в Соборе Брянских Святых)

## Изображения Преподобного Тихона Карачевского
Известных изображений преподобного четыре.
1. Первое было в синодике одноименной пустыни: «На обороте же первого листа синодика наклеена картинка, изображающая монастырскую церковь, по сторонам которой имеются изображения (во весь рост) преподобного Арсения и Тихона Карачевского, а в верху их лик Господа Иисуса Христа, простирающего к ним Свои божественные длани». Композиция выполнена в характерных для своего времени в Москве образах.
2. Следующий образ, был выполнен на крышке деревянного надгробия: «В гробнице, под деревянной доскою, сокрыт образ преподобного Тихона Карачевского, писанный на дереве в рост». В настоящее время, по всей видимости, он и продолжает находиться в гробнице.
3. Последний известный фотографический снимок с надгробной плиты был направлен Орловской Духовной консисторией в 1906 году в Императорскую Археологическую комиссию и был выполнен К. К. Бабянской. Он был сдела во время «большого ремонта» Воскресенской церкви. Этот снимок сохранился и находится в настоящее время в архиве ИИМК РАН в г. Санкт-Петербурге. Ростовой образ святого был сделан в московских традициях надгробных изображений святых XVII—XVIII веков.
4. Изображение на единственном сохранившимся образке преподобного Тихона Карачевского выполнено мастером финифтяником в виде эмалевой нагрудной иконки, размером 3.2*4.0 см в рамке 5.3*6.0 см. На иконе святой изображен в полный рост, по левому краю написан мощный ствол дерева с пышной кроной, на двух толстых ветвях находятся две иконы, при этом изображено лишь часть ствола дерева. Подпись «пр. Тихон Кар.» расположена над головой святого.[4]